# Mandella flavovillosa
Mandella flavovillosa är en tvåvingeart som först beskrevs av Roberts 1928.  Mandella flavovillosa ingår i släktet Mandella och familjen svävflugor. Inga underarter finns listade i Catalogue of Life.